# Mezinárodní varhanní festival Zdeňka Pololáníka
Mezinárodní varhanní festival Zdeňka Pololáníka se od roku 2005 koná každý rok v kostelech sv. Jakuba a sv. Kateřiny v České Třebové. Ve svém názvu nese jméno brněnského skladatele varhanní hudby Zdeňka Pololáníka.

## Interpreti
Varhaníci, kteří již na festivalu vystupovali: Václav Uhlíř, Jakub Janšta, Pavel Svoboda, Irena Chřibková, Lucie Žáková, Franz Haselböck (Rakousko), Ján Vladimír Michalko (Slovensko) a další.